# Кусай ибн Килаб
Кусай ибн Килаб (араб. قصي ٱبن كلاب ٱبن مرة‎; 1 января 400 — 480) — измаильтянин, потомок Ибрахима, вождь племени Курайшитов, правивший Меккой. Его отец Килаб ибн Мурра. Наиболее известен как прапрапрадед пророка Мухаммеда. Кусай организовал строительство постоянных домов в Мекке, а также впервые соорудил Каабе крышу из дерева. Леоне Каэтани сравнивал его важность для Мекки с важностью Тесея для Афин и Ромула для Рима.